# کارسون (آیووا)
کارسون (به انگلیسی: Carson) شهری در ایالت آیووا کشور ایالات متحده آمریکا است که جمعیت آن در سرشماری سال ۲۰۱۰ میلادی، ۸۱۲ نفر بوده‌است.